# Girolamo Benzoni

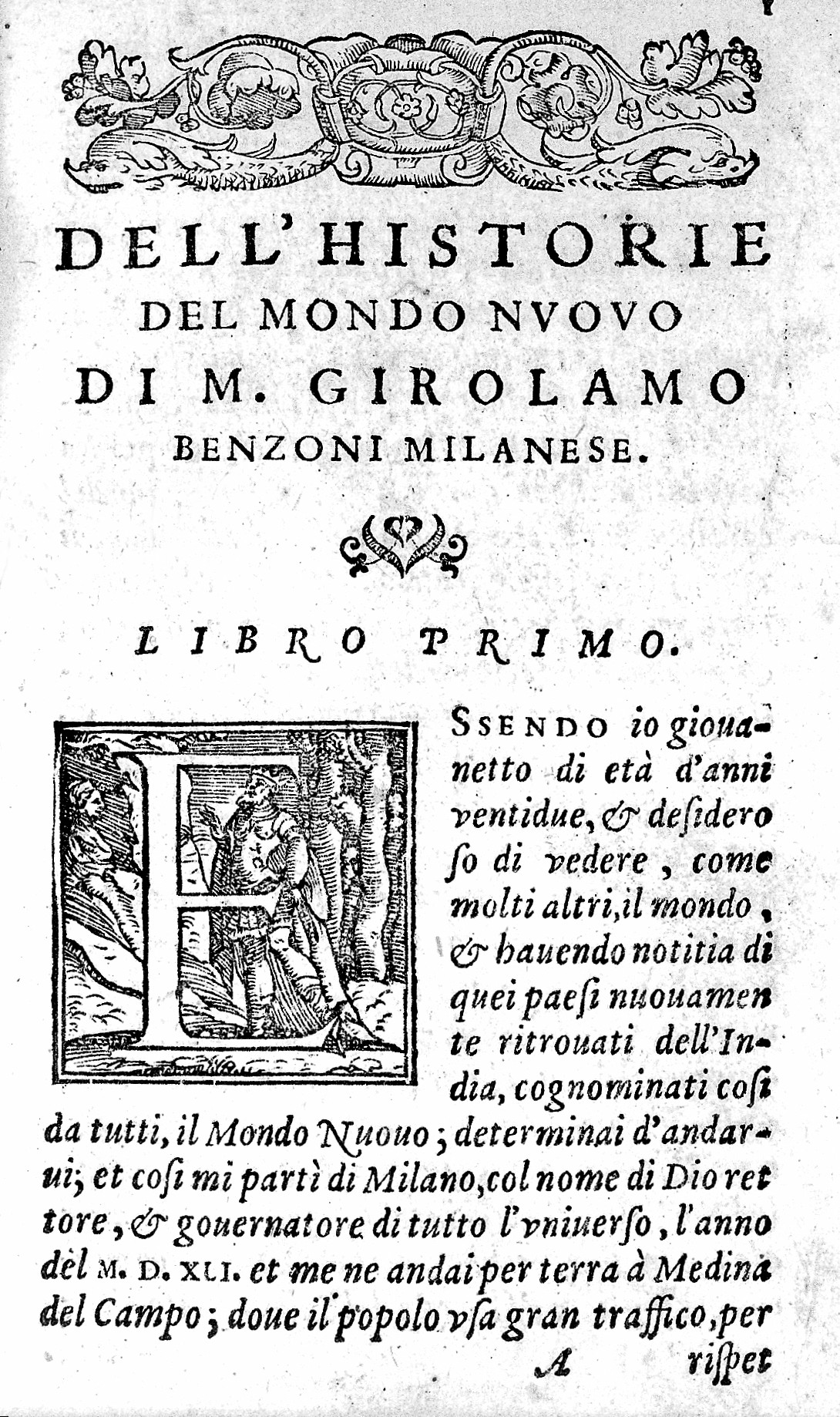
Beginn des Ersten Buches in der Ausgabe Venedig 1572

Girolamo Benzoni (* um 1519 in Mailand; † nach 1572 in Spanien) war ein italienischer Kaufmann, Reisender und Historiker in der Renaissance.

## Leben
Benzoni war der Sohn eines Mailänder Kaufmanns, reiste geschäftlich nach Deutschland und Spanien und schloss sich schließlich 1541 oder 1542 spanischen Entdeckungsfahrten in der Neuen Welt an. Benzoni besuchte Gebiete in Guatemala, Venezuela, Ecuador, Peru, Kuba und die Westindischen Inseln und kehrte 1556 zuerst nach Spanien und dann nach Italien zurück. Seine Historia del Mondo nuovo trägt stark autobiographische Züge, und er beschrieb die Flora und Fauna der neuen Welt. Er prangerte die brutalen spanischen Machenschaften gegen die Indios an, die tiefen Hass in ihnen auslösten, und sagte zudem den Untergang der spanischen Herrschaft in Amerika voraus. Sie stützt sich auf ältere Quellen, enthält aber auch zahlreiche eigene Beobachtungen Benzonis. Die Schrift wurde erstmals in Italienische 1565 in Venedig gedruckt, sie wurde schnell zum Bestseller und bis vor 1600 in vier weitere Sprachen übersetzt.
Benzoni wird als erster Europäer in den Geschichtsbüchern geführt, der den Chimborasso gesehen hat. Ferner gilt er als Überlieferer der berühmten Geschichte um das „Ei des Kolumbus“.

## Schriften
- La historia del mondo nuovo di M. Girolamo Benzoni: laqual tratta delle isole et mari nuovamente ritrovati, et delle nuove citta da lui proprio vedute, per acqua, et per terra in quattordeci anni, Venedig 1565, Pietro & Francesco Tini, Venedig 1572.
  - Novae novi orbis historiae, id est, rerum ab Hispanis in India occidentali gestarum, & acerbo illorum in eas gentes dominatu, libri III,  E. Vignon, Genf 1578.
    - History of the New World, W. H. Smyth (Übersetzer), Hakluyt Society, London 1857.
      - Das vierte Buch von der neuen Welt: Neue und gründliche Historien von dem Nidergängischen Indien, Harenberg, Dortmund 1977, ISBN 3-92184-610-2; Hansebooks, 2017, ISBN 978-3-74347-528-1.
      - Amerika das fünffte Buch, Hansebooks, 2020, ISBN 978-3-74461-201-2.
      - Das sechste Theil der Neuwen Welt, Hansebooks, 2017, ISBN 978-3-74347-533-5.
- Americae pars qvinta nobilis & admiratione plena Hieronymi Bezoni Mediolanensis, secundae sectionis historiae Hispaniorum: tùm in nigrittas seruos suos, tùm in Indos crudelitatem, Gallorumque, piraturum de Hispanis toties reportata spolia, aduentum item Hispanorum in Nouam Indiae continentis, vol. 21, Theodor de Bry, 1595.
  - Grands Voyages; America, Johann Theodor de Bry, 1613.